# Chalinolobus tuberculatus
Chalinolobus tuberculatus es una especie de murciélago de la familia Vespertilionidae.

## Distribución geográfica
Es endémica de Nueva Zelanda.